# Ivan Mejtský
Ivan Mejtský je sportovní redaktor Redakce sportu České televize. Dříve působil jako učitel českého jazyka a tělesné výchovy. V současné době se v televizi podílí na přípravě pořadu Dobré ráno, Studio fotbal či na magazínu extrémních sportů Maxtreme. Spolupracuje též na přípravě pořadu Pětka v Pomeranči.
Ivan Mejtský se v Redakci sportu věnuje především:
- fotbalu
- cyklistice
- extrémním sportům

V mládí sám hrál fotbal, volejbal a softball.

## Soukromý život
Ivan Mejtský žije v Kladně. S manželkou Naďou má dvě dcery, Kateřinu a Anežku.